# Sarah Chapman
Sarah Chapman (Londres, 31 d'octubre de 1862 – 27 de novembre de 1945) va ser una de les principals líders de la vaga de les mistaires que va tenir lloc en la companyia londinenca Bryant & May, instal·lada a Bow, (Londres) el 1888. Des de llavors, Chapman i altres persones involucrades en la vaga han estat reconegudes en els moviment sindicals com a pioneres de la igualtat de gènere i la justícia en el treball.

## Biografia
Sarah Chapman va néixer el 31 d'octubre de 1862, va ser la cinquena dels set fills de Samuel Chapman i Sarah Ann Mackenzie. Juntament amb la seva mare i la seva germana gran va treballar a la fàbrica de llumins Bryant & May. Al desembre de 1891, es va casar amb Charles Henry Dearman, amb qui va tenir sis fills. Va morir a l'hospital de Bethnal Green el 27 de novembre de 1945, a l'edat de 83 anys. Li van sobreviure tres dels seus sis fills. Va ser enterrada juntament amb altres cinc persones, en una tomba sense nom, en el cementiri Manor Park.

## Paper en la vaga de les mistaires

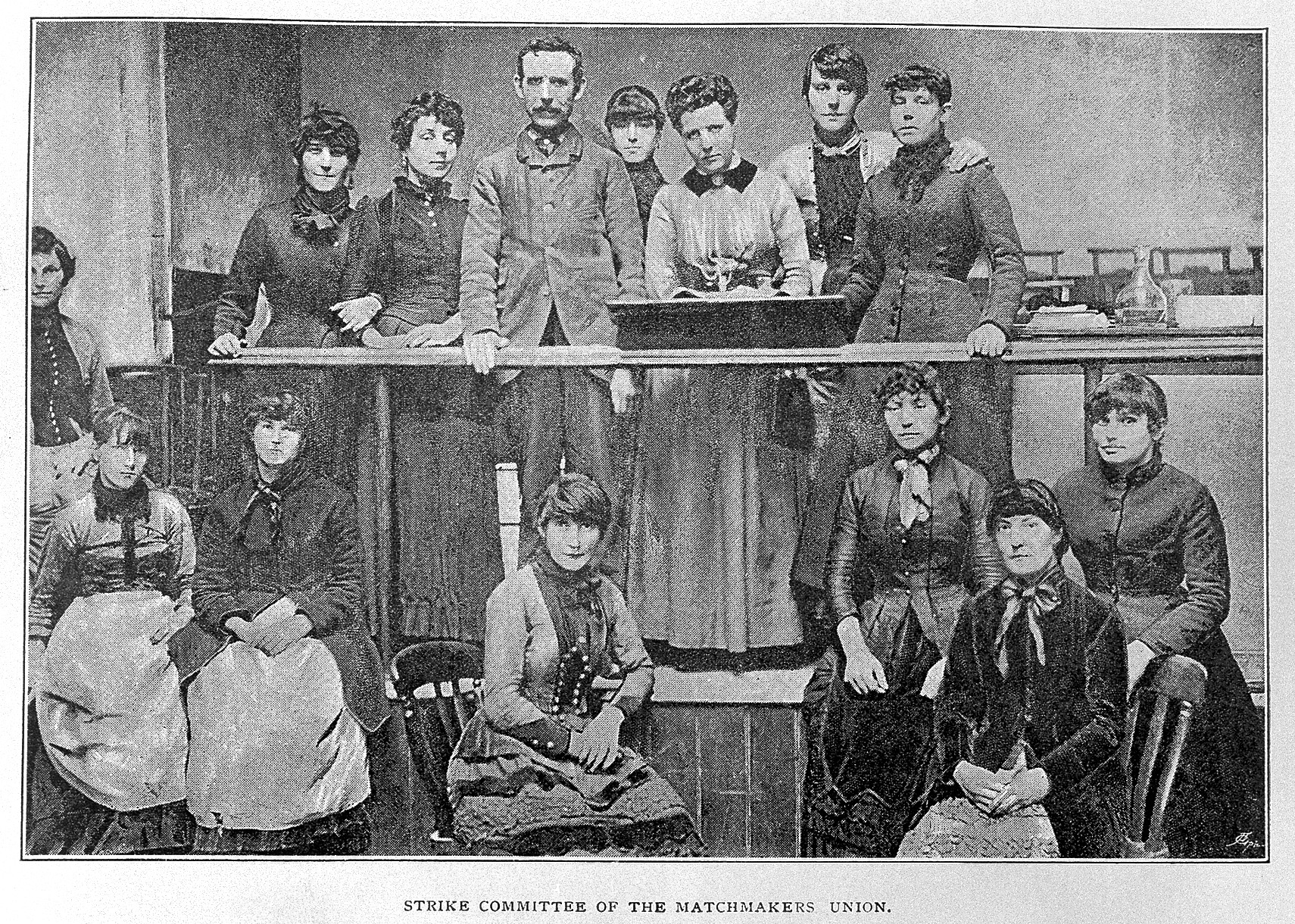
El Comitè de vaga del Sindicat de dones fabricadores de llumins, que mostra a Sarah Chapman (fila de darrere, segona des de l'esquerra) al costat d'Herbert Burrows i Annie Besant

La lliurepensadora i reformadora Annie Besant va publicar el 23 de juny un article, titulat White Slavery in London en el diari The Link on denunciava la situació laboral de les treballadores de Bryant & May, i encara que la companyia va intentar obligar les treballadores a signar declaracions rebutjant les denúncies, aquestes s'hi van negar i així el 5 de juliol de 1888, aproximadament 1.400 nenes i dones es van declarar en vaga i l'endemà el 6 de juliol la fàbrica va deixar de funcionar.
Posteriorment Sarah Chapman. va formar part del Sindicat de dones fabricadores de llumins (the Union of Women Match Makers), va ser el sindicat femení més gran del país, on va ser triada com la primera representant en el Trades Union Congress (TUC) per assistir al Congrés de Sindicats Internacionals de 1888 a Londres.

## Llegat
El 2019, una organització benèfica anomenada The Matchgirls Memorial va rebre donacions per a la creació d'una làpida per a Sarah Chapman.
 
El 2021, es va anunciar que un nou d'habitatge a Bow portaria el nom de Sarah Chapman. El 2022, l'English Heritage va anunciar que la vaga de les misteres es commemoraria amb una placa blava en el lloc de l'antiga fàbrica de Bryant & May. La placa va ser descoberta el 5 de juliol de 2022, per l'actriu Anita Dobson, besnéta de Chapman.
El 2022 i amb motiu del 125 aniversari de la vaga de dones misteres, es va celebrar el 6 de juliol, a Londres, el primer Festival de les misteres. La historiadora Louise Raw, va publicar Striking a light: the matchwomen and their place in history (Encenent un llum: el lloc de les misteres en la història) en el qual narra la història d'aquestes pioneres en el moviment obrer.
Chapman apareix com un personatge secundari en la pel·lícula Enola Holmes 2, interpretada per l'actriu Hannah Dodd. La pel·lícula proporciona un relat fictici dels orígens de la vaga de les misteres, en les quals tant el personatge principal com el seu germà Sherlock acaben involucrats.